# Merpati Nusantara Airlines
Merpati Nusantara Airlines was een luchtvaartmaatschappij uit Jakarta, Indonesië. Het was een maatschappij met hoofdzakelijk binnenlandse vluchten, naast reguliere vluchten op Oost-Timor en Maleisië. De thuishaven was Soekarno-Hatta International Airport, Jakarta. Merpati had een onderhoudsfaciliteit op Juanda International Airport, Surabaya. Merpati was een door de overheid gecontroleerde maatschappij en deel van de Garuda Indonesia Groep, maar was een separaat onderdeel hiervan.

## Geschiedenis
De maatschappij werd opgericht en voerde zijn eerste vlucht uit op 6 september 1962. Het werd opgezet door de Indonesische overheid als de tweede staats luchtvaartmaatschappij, met als hoofddoel het overnemen van de lijndiensten, welke tot dan toe werden verzorgd door de luchtmacht sinds 1958. Na de inlijving van Nederlands-Nieuw-Guinea werden de lijndiensten van de Kroonduif overgenomen. In 1978 werd de maatschappij overgenomen door Garuda Indonesia, maar bleef onder de eigen naam bestaan. Merpati werd in de Garuda groep geïntegreerd in september 1989. In 1993 kreeg Merpati toestemming om weer te worden ontvlecht van Garuda. Het duurde echter nog tot april 1997 voordat dit daadwerkelijk plaatsvond. In februari 2014 heeft de onderneming haar activiteiten gestaakt.

## Vloot
De Merpati luchtvloot omvatte de volgende vliegtuigen (per augustus 2009):
- 2 BAe 748 Series 2A
- 10 Boeing 737-200
- 5 Boeing 737-300
- 2 Fokker 100
- 9 Indonesian Aerospace 212-200
- 6 De Havilland Canada DHC-6-300 Twin Otter

In juni 2006, heeft Merpati een order geplaatst voor 15 Xian MA60 vliegtuigen, een Chinees vliegtuig voor 60 personen.

## Incidenten
- 2 augustus 2009
- 13 april 2010
- 7 mei 2011